# Jan Egens van Iterson

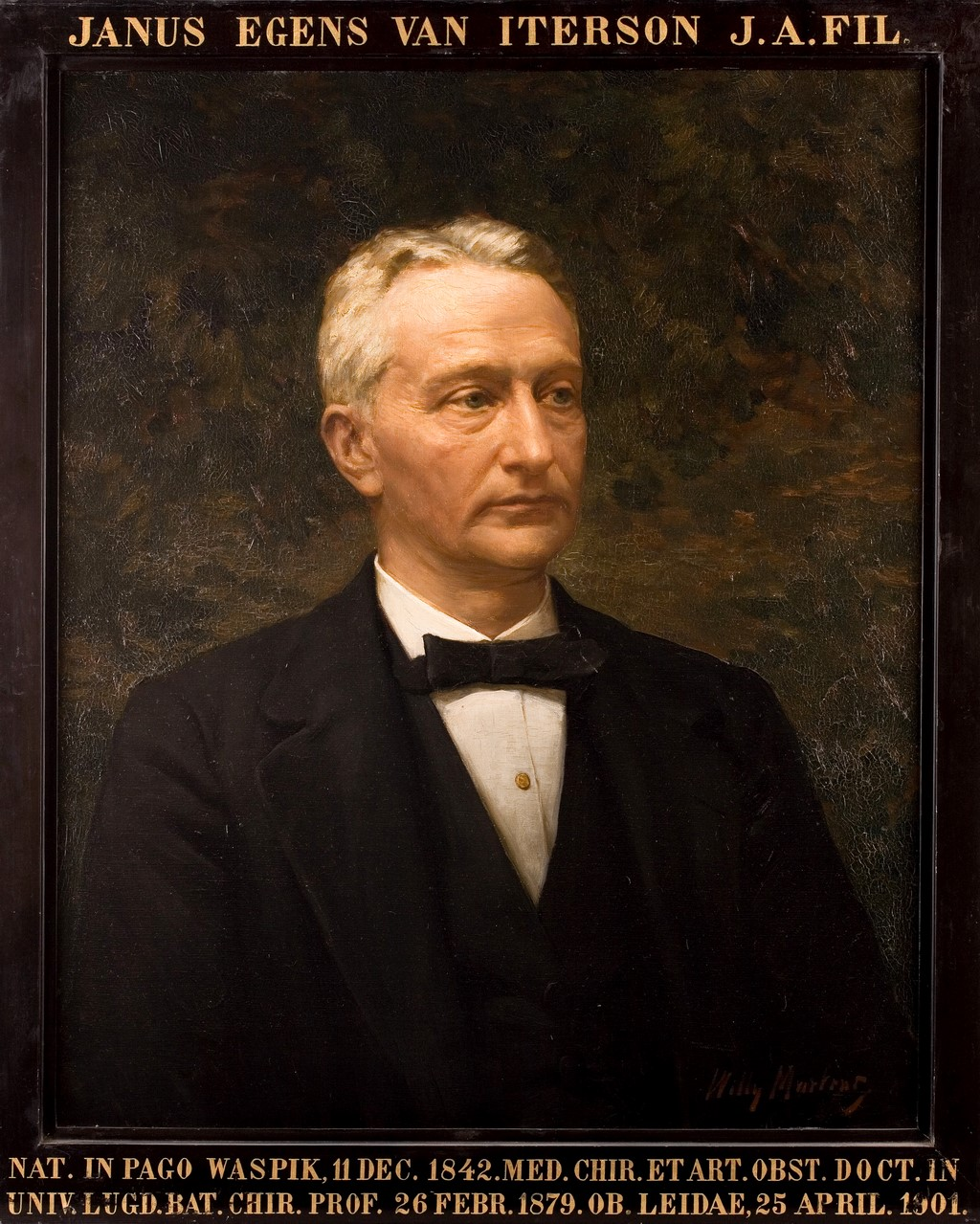
Jan Egens van Iterson

Jan Egens van Iterson (* 11. Dezember 1842 in Waspik; † 25. April 1901 in Leiden) war ein niederländischer Mediziner.

## Leben
Jan Egens war der Sohn des Johannes Adrianus van Iterson  (* 12. Mai 1802 in Aarlanderveen; † 18. November 1868 in Maarssen) und Neeltje Johanna Gerardina Vermeulen (* 25. April 1824 in Waspik; † 25. Mai 1871 in Maarssen). Er hatte das Gymnasium in Leiden und Gorinchem besucht. Ab 1861 studierte er an der Universität Leiden und wurde 1866 Schüler von Frederik Willem Krieger. Am 10. Oktober 1867 promovierte er mit der Abhandlung Verslag der heelkundige kliniek aan de Leidsche hoogeschool gedurende den cursus 1866-67 zum Doktor der Medizin, erwarb sich am 13. Januar 1868 den Doktorgrad in Frauenheilkunde und am 4. Mai des Jahres den Doktorgrad der Chirurgie.
Am 29. Oktober 1867 wurde er als Assistent an der medizinischen Klinik in Leiden angestellt, etablierte sich dann als Arzt in Leiden und wurde am 14. Oktober 1874 Mitglied des Gemeinderates. Nachdem er in zahlreichen Kommissionen und Institutionen gearbeitet hatte, wurde er am 25. Dezember 1878 zum Professor der Heilkunde, gerichtlichen Medizin und medizinischen Politik an die Universität Leiden berufen. Diese Aufgabe übernahm er am  26. Februar 1879 mit der Antrittsrede Over de noodzakelijkheid en de hulpmiddelen der critiek in de geneeskunde. Am 28. Februar 1888 wurde er von seiner Professur der gerichtlichen Medizin und medizinischen Politik entbunden, welche Daniel Elisa Siegenbeek van Heukelom (1850–1900) übernahm, behielt aber den Lehrstuhl der Heilkunde.
Zudem beteiligte er sich an den organisatorischen Aufgaben der Hochschule und war 1900/01 Rektor der Alma Mater. Dazu hielt er am 8. Februar 1901 die Rektoratsrede De beteekenis der lichaamsoefening voor den gezonden en den zieken mensch. Er war auch Kurator des Gymnasiums Leiden, 1879 Mitglied der Gesellschaft zur Förderung der Naturkunde und Medizin in Amsterdam, 1887 Mitglied der provinziellen Utrechtschen Gesellschaft der Künste und Wissenschaften und erhielt am 23. Dezember 1891 die zivile Medaille der Maatschappij tot redding van drenkelingen.

## Familie
Iterson hatte sich am 1. Juni 1870 in Leiden mit Cornelia Jacoba Sophia Viruly van Pouderoijen (* 5. Juli 1846 in Poederoijen; † 9. Dezember 1909 in Hilversum), die Tochter des Fabrikanten Daniël Cornelis Viruly van Poudorijen (* 13. August 1814 in Rotterdam; † 4. Januar 1862 in Leiden) und der Anna Wilhelmina van Gorkum (* 16. August 1819 in Kortrijk; † 26. April 1894 in Den Haag) verheiratet. Aus der Ehe stammen Kinder. Von diesen kennt man:
- Anna Nannette van Iterson (* 16. April 1871 in Leiden; † 20. März 1954 in Den Haag) verh. am 13. Juli 1893 in Leiden mit Sebastiaan Mattheus Sigismund de Ranitz (* 3. Dezember 1866 in Zutphen; † 18. Dezember 1936 in Leiden)
- Johanna Daniëla van Iterson (* 31. Mai 1873 in Leiden; † 24. Dezember 1953 in Den Haag) verh. am 25. Juni 1896 in Leiden mit Dr. med. Egbert Johannes Wernhard Holleman (* 13. Dezember 1868 in Oisterwijk; † 28. Juli 1945 in Zutphen)
- Constant Johan Adriaan van Iterson (* 13. Mai 1876 in Leiden; † 10. Dezember 1950 in Moerkapelle) verh. am 15. Juni 1907 in Leiden mit der Kunstmalerin Olga Knöpfle (* 3. Oktober 1879 in Überlingen; † 6. Dezember 1961 in Leiden)

## Werke (Auswahl)
- Verslag der heelkundige kliniek aan de Leidsche hoogeschool gedurende den cursus 1866-67. Leiden 1867.
- Langdurige sluiting van het darmkanaal. 1873.
- Over de noodzakelijkheid en de hulpmiddelen der critiek in de geneeskunde. Leiden 1879.
- Medeelingen omtrent het Geneeskundig Congres te London. In: Tijdschrift voor Geneeskunde. 1881.
- Bydrage tot de behandling der blaassteenen. In: Tijdschrift voor Geneeskunde. 1882.
- De verhouding der ortopaedie tot de wetenschap, de kunst en de maatschappy. In: Tijdschrift voor Geneeskunde. 1884.
- Bydragen tot de operatieve chirurgie. In: Tijdschrift voor Geneeskunde. 1885, 1886.
- Over splenopexia. In: Handelingen v.h. de Natuur- en geneesk. Congres. Haarlem 1897.
- Het zwachtelen. In: Geneesk. bladen enz. 1897.
- De beteekenis der lichaamsoefening voor den gezonden en den zieken mensch. Leiden 1901.
- Register der oorspronkelijke stukken verschenen in de eerste vijftig jaargangen 1857-1906 van het Ned. Tijds. v. Geneesk. Amsterdam 1912, Band 67.